# Anaxàgores d'Egina
Anaxàgores d'Egina (grec antic: Ἀναξαγόρας, llatí: Anaxagoras) fou un escultor grec de l'illa d'Egina de la primera meitat del segle v aC.
Va fer l'estàtua de bronze de Zeus que era a Olímpia, dedicada pels estats que s'havien unit per fer la guerra a Xerxes I de Pèrsia, invasió que van repel·lir, segons diu Pausànies. Se suposa que és el mateix escultor esmentat en un epigrama atribuït a Anacreont que es troba a l'Antologia grega, però segurament no és l'Anaxàgores mencionat per Vitruvi, de qui diu que era pintor.